# West End (teaterdistrikt)

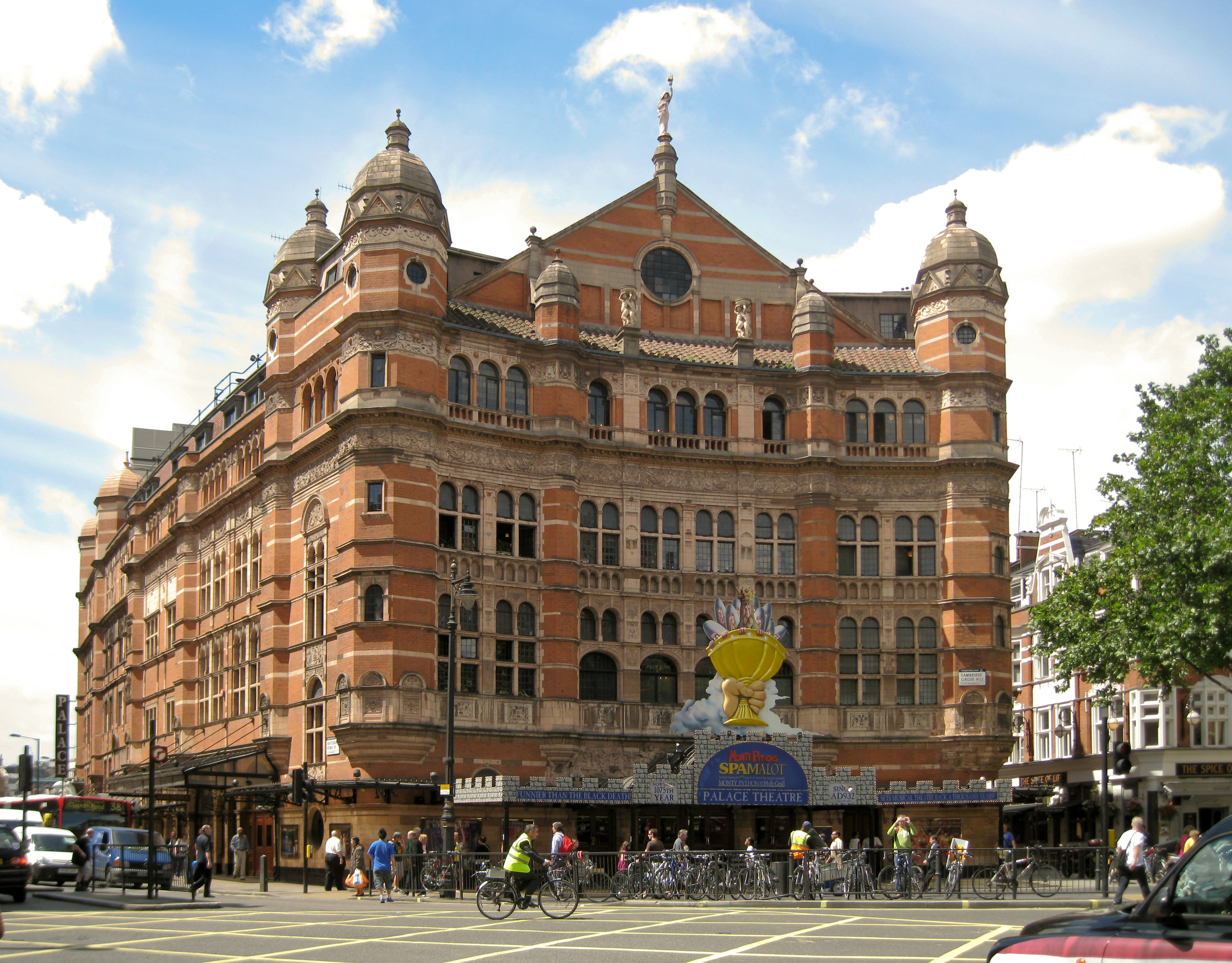
Palace Theatre

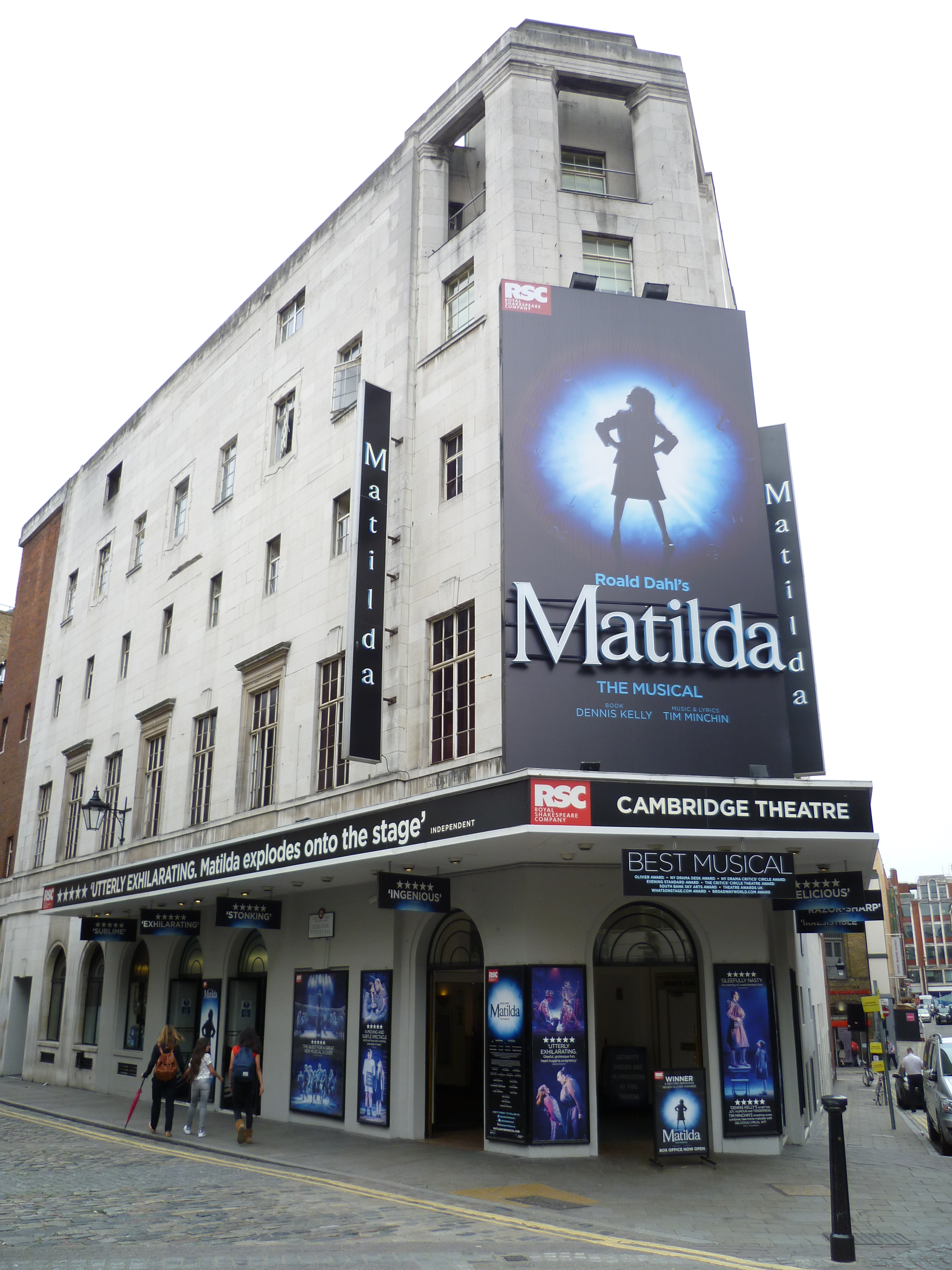
Entrén till Cambridge Theatre i juli 2016.

West End är ett samlingsnamn för de stora professionella teateruppsättningarna i och omkring West End i London.
Tillsammans med New Yorks Broadwayteatrar anses West End Theatre erbjuda den högsta nivån av kommersiell teater i hela världen. Kända skådespelare från filmindustrin medverkar ofta på dessa Londonscener.
Londons största teaterdistrikt ligger nära hjärtat av West End i London. Gränserna definieras traditionellt som The Strand i söder, Oxford Street i norr, Regent Street i väster, och Kingsway i öster. Några andra närliggande teatrar anses också tillhöra West End trots att de ligger utanför området, däribland Apollo Victoria Theatre i Westminster. Några exempel på teatergator i området är Drury Lane, Shaftesbury Avenue och The Strand.
Totalt antal besökare år 2002 var 12 miljoner och 2007 var siffran uppe i 13 miljoner. År 2013 sattes ett nytt rekord för West End då biljettförsäljningen nådde 14 500 000 stycken.
Andrew Lloyd Webbers Cats spelades 8949 gånger mellan 1981 och 2002 (21 år). Det var då den musikal som spelats längst.

## Lista över West End-teatrar
| Teater                    | Address              | Platser | Ägare                         |
| ------------------------- | -------------------- | ------- | ----------------------------- |
| Adelphi Theatre           | Strand               | 1436    | Really Useful Theatres        |
| Aldwych Theatre           | Aldwych              | 1176    | Nederlander Organization      |
| Ambassadors Theatre       | West Street          | 450     | Stephen Waley-Cohen           |
| Apollo Theatre            | Shaftesbury Avenue   | 658     | Nimax Theatres                |
| Apollo Victoria Theatre   | Wilton Road          | 2384    | Ambassador Theatre Group      |
| Arts Theatre              | Great Newport Street | 350     | JJ Goodman Ltd.               |
| Cambridge Theatre         | Earlham Street       | 1283    | Really Useful Theatres        |
| Criterion Theatre         | Jermyn Street        | 591     | Criterion Theatre Trust       |
| Dominion Theatre          | Tottenham Court Road | 2001    | Nederlander Organization      |
| Duchess Theatre           | Catherine Street     | 494     | Nimax Theatres                |
| Duke of York's Theatre    | St. Martin's Lane    | 650     | Ambassador Theatre Group      |
| Fortune Theatre           | Russell Street       | 440     | Ambassador Theatre Group      |
| Garrick Theatre           | Charing Cross Road   | 718     | Nimax Theatres                |
| Gielgud Theatre           | Shaftesbury Avenue   | 889     | Delfont Mackintosh Theatres   |
| Harold Pinter Theatre     | Panton Street        | 796     | Ambassador Theatre Group      |
| Her Majesty's Theatre     | Haymarket            | 1161    | Really Useful Theatres        |
| London Palladium          | Argyll Street        | 2286    | Really Useful Theatres        |
| Lyceum Theatre            | Wellington Street    | 2100    | Ambassador Theatre Group      |
| Lyric Theatre             | Shaftesbury Avenue   | 915     | Nimax Theatres                |
| New London Theatre        | Drury Lane           | 1108    | Really Useful Theatres        |
| Noël Coward Theatre       | St. Martin's Lane    | 872     | Delfont Mackintosh Theatres   |
| Novello Theatre           | Aldwych              | 1143    | Delfont Mackintosh Theatres   |
| Palace Theatre            | Shaftesbury Avenue   | 1400    | Nimax Theatres                |
| Phoenix Theatre           | Charing Cross Road   | 1000    | Ambassador Theatre Group      |
| Piccadilly Theatre        | Denman Street        | 1200    | Ambassador Theatre Group      |
| Playhouse Theatre         | Craven Street        | 786     | Ambassador Theatre Group      |
| Prince Edward Theatre     | Old Compton Street   | 1618    | Delfont Mackintosh Theatres   |
| Prince of Wales Theatre   | Coventry Street      | 1160    | Delfont Mackintosh Theatres   |
| Queen's Theatre           | Shaftesbury Avenue   | 1099    | Delfont Mackintosh Theatres   |
| Savoy Theatre             | Strand               | 1158    | Ambassador Theatre Group      |
| Shaftesbury Theatre       | Shaftesbury Avenue   | 1400    | The Theatre of Comedy Company |
| St Martin's Theatre       | West Street          | 550     | Stephen Waley-Cohen           |
| Theatre Royal, Drury Lane | Catherine Street     | 2196    | Really Useful Theatres        |
| Theatre Royal Haymarket   | Haymarket            | 888     | Crown Estate                  |
| Trafalgar Studios         | Whitehall            | 380     | Ambassador Theatre Group      |
| Vaudeville Theatre        | Strand               | 681     | Nimax Theatres                |
| Victoria Palace Theatre   | Victoria Street      | 1517    | Delfont Mackintosh Theatres   |
| Wyndham's Theatre         | St. Martin's Court   | 750     | Delfont Mackintosh Theatres   |